# کوشک مولا
کوشک مولا، روستایی در دهستان تربر بخش داریان شهرستان شیراز در استان فارس ایران است.

## جمعیت
بر پایه سرشماری عمومی نفوس و مسکن در سال ۱۳۹۵، جمعیت این روستا برابر با ۷۵۳ نفر (۲۴۶ خانوار) بوده است.